# Trachelas similis
Espèce
Synonymes
- Trachelas laticeps Bryant, 1933

Trachelas similis est une espèce d'araignées aranéomorphes de la famille des Trachelidae.

## Distribution
Cette espèce se rencontre dans le Sud-Est des États-Unis, au Mexique, au Guatemala et au Costa Rica,.

## Description
Les mâles mesurent 5,43 mm en moyenne et les femelles 6,51 mm.

## Publication originale
- F. O. Pickard-Cambridge, 1899 : Arachnida - Araneida and Opiliones. Biologia Centrali-Americana, Zoology. London, vol. 2, p. 41-88 (texte intégral).